# Podgraje
Podgraje je naselje v Občini Ilirska Bistrica.